# Brian Schmidt
Brian Paul Schmidt AC FRS FAA (født 24. februar 1967) er en amerikansk-australsk astrofysiker og vicerektor for Australian National University (ANU). Han har siden været Distinguished Professor, Australian Research Council Laureate Fellow og astrofysiker ved Universitys Mount Stromlo Observatory og Research School of Astronomy and Astrophysics. Han er kendt for sin forskning i brug af supernovaer som komsiske prober. Han har et Australia Research Council Federation Fellowship og blev valgt som Fellow of the Royal Society (FRS) i 2012.
Sammen med Adam Riess og Saul Perlmutter har han modtaget både en delt Shaw Prize in Astronomy i 2006 og nobelprisen i fysik i 2011 og Breakthrough Prize in Fundamental Physics i 2015 for at vise at universets ekspansion accelerer.